# Raymond Poulidor
Raymond Poulidor est un coureur cycliste français, né le 15 avril 1936 à Masbaraud-Mérignat (Creuse) et mort le 13 novembre 2019 à Saint-Léonard-de-Noblat (Haute-Vienne). Il est professionnel de 1960 à 1977.
Bénéficiant d'une importante popularité en France où il est affectueusement surnommé « Poupou », il est aussi qualifié d'« éternel second » sur le Tour de France ; il a participé à cette épreuve entre 1962 et 1976, ne l'a jamais gagnée et n'y a jamais porté le maillot jaune, mais il en détient le record de podiums finaux (huit, dont trois en deuxième place) et y a remporté sept étapes. Il fait d’ailleurs partie des rares coureurs ayant terminé au moins dix fois sur le podium final d’un grand tour.
Parmi ses 189 victoires figurent notamment quatre étapes du Tour d'Espagne qu'il remporte en 1964, deux titres sur Paris-Nice et le Critérium du Dauphiné, des classiques comme Milan-San Remo et la Flèche wallonne, ou encore un maillot de champion de France sur route. Il est aussi monté à quatre reprises sur le podium des championnats du monde sur route.

## Repères biographiques
Raymond Poulidor naît le 15 avril 1936 à Masbaraud-Mérignat, dans la Creuse. Ses parents, Martial Poulidor (1899-1970) et Maria Marguerite Montlaron (1903-1996), y sont métayers, au domaine des Gouttes. Ils s'installent ensuite à Champnétery, dans la Haute-Vienne, où Raymond Poulidor passe son adolescence. Il est le cinquième garçon de la famille (l'aîné étant mort à 15 mois). Ses trois autres frères sont : René (1928-2000), André (1931-2021) et Henri (1934-2023), ces deux derniers ont couru chez les amateurs dans des courses cyclistes régionales.
Il se marie à l'âge de vingt-cinq ans, le 16 avril 1961, à Champnétery avec Gisèle Bardet, postière de Saint-Léonard-de-Noblat et fille de gendarme. Après sa carrière cycliste, ils vivent à Saint-Léonard-de-Noblat et ont deux filles, Isabelle et Corinne.
Corinne Poulidor épouse en 1989 Adrie van der Poel, cycliste néerlandais, déjà vainqueur du Tour des Flandres 1986, de Liège-Bastogne-Liège 1988, et futur champion du monde de cyclo-cross en 1996. Leur fils aîné David van der Poel est à partir des années 2010 coureur cycliste en cyclo-cross puis sur route. Le cadet, Mathieu van der Poel, coureur cycliste également, est sacré à sept reprises champion du monde de cyclo-cross, et remporte sur route de nombreuses classiques, dont l'Amstel Gold Race 2019, le Tour des Flandres, Milan-San Remo 2023, Paris-Roubaix 2023, 2024 et 2025, ainsi que les championnats du monde sur route 2023. Au Tour de France 2021, il revêt le maillot jaune et rend hommage à son grand-père qui ne l'avait jamais porté.

### Surnoms
Raymond Poulidor est surnommé « Pouli » par Ferdi Kübler. Jean-Pierre Danguillaume le surnomme « La Pouliche » qui serait, d'après Raphaël Géminiani, un raccourci de « La Pouliche d'or ».
C'est le journaliste sportif Émile Besson qui est à l'origine du surnom « Poupou », : en juillet 1962, il titre « Vas-y Poupou ! » dans L'Écho du Centre. Il est également à l'origine du surnom « l'éternel second », dans L'Humanité.

## Carrière cycliste

### Jeunesse

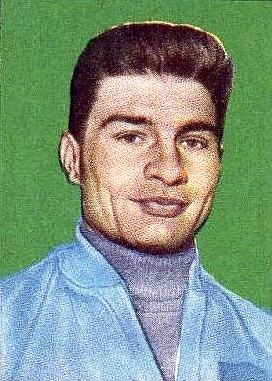
Raymond Poulidor en 1961, Ciclismo 61, edizione Cicognia.

Raymond Poulidor va à l'école à Auriat, commune de la Creuse. Son instituteur Albert Maurice Vialleville, passionné de sport, lui offre un abonnement à Miroir Sprint, dans lequel il découvre les champions français Louison Bobet et Raphaël Géminiani. Le garçon obtient en 1950 le certificat d'études primaires avec la deuxième note du canton ; sa vie quotidienne est rythmée par les travaux agricoles avec sa famille, il semble accepter son avenir de paysan.
Il accompagne ses frères André et Henri lorsqu'ils disputent des courses cyclistes dans la région, le week-end, et roule avec des coureurs locaux, le soir, avec le vélo de sa mère. En 1952, André Marquet, un marchand de cycles de Sauviat-sur-Vige, offre à Raymond, qui a seize ans, un vélo demi-course de marque Alcyon. Il commence alors à s'entraîner quotidiennement, en le cachant à sa mère qui juge ce sport dangereux. Il prend sa première licence auprès du club limousin « La pédale marchoise ». Il est sixième de sa première course, remportée par son frère Henri, à Saint-Moreil, et obtient, en mars 1954, une première victoire au Grand Prix de Quasimodo à Saint-Léonard-de-Noblat, où ses parents, métayers, exploitent une ferme.
En août 1956, il est invité à participer au Bol d'or des Monédières, à Chaumeil, en tant que meilleur coureur régional, aux côtés de coureurs professionnels comme Géminiani et Bobet. Il effectue une partie de la course en tête avec Bobet et termine à la sixième place. Quelques jours plus tard, il commence à envisager sérieusement une carrière de cycliste professionnel lorsqu'il reçoit 120 000 francs pour sa deuxième place lors d'une course à Peyrat-le-Château.
Âgé de vingt ans, il est cependant temps pour lui d'effectuer son service militaire. Il est d'abord affecté en Allemagne, à Coblence, puis en Algérie, dans la région de Bône. Il revient chez lui en décembre 1958. À cause du manque d'entraînement, il pèse quinze kilogrammes de plus qu'à son départ. Il s'entraîne durant l'hiver 1958/59 et au printemps gagne, avec huit minutes d'avance sur le professionnel Roger Buchonnet, la première course à laquelle il prend part. En août, il est deuxième du Grand Prix de Peyrat-le-Château derrière Jean Dotto. Il impressionne un autre participant professionnel, Bernard Gauthier. Celui-ci, membre de l'équipe Mercier, encourage Poulidor à devenir professionnel et parle de lui à son directeur sportif, Antonin Magne. Après l'avoir rencontré au critérium d'Arcachon, Antonin Magne l'engage pour un salaire de 25 000 francs au sein de l'Équipe cycliste Mercier.
Au total, Raymond Poulidor remporte 24 victoires en tant que cycliste amateur entre 1954 et 1959 puis passe professionnel en 1960 à 24 ans.

### Carrière professionnelle
Raymond Poulidor entre dans la légende en tant que « l'éternel second » du Tour de France et de Jacques Anquetil dans les années 1960 puis d'Eddy Merckx dans les années 1970. C'est une légende née d'exploits inachevés et d'infortunes rencontrées dans le Tour de France, mais une légende erronée au regard de ses 181 victoires toutes courses confondues alors qu'il n'a terminé deuxième que 92 fois au cours de sa carrière, et que trois fois lors de La Grande Boucle (dont une seule fois derrière Anquetil). Néanmoins, le public a surtout retenu, au-delà de ses victoires, son image simple de paysan limousin fruste et franc, sa santé physique et morale, ses places d'honneur chèrement acquises, sa guigne qui lui a valu le surnom affectueux de Poupou, ainsi que la longueur et la densité de sa carrière.

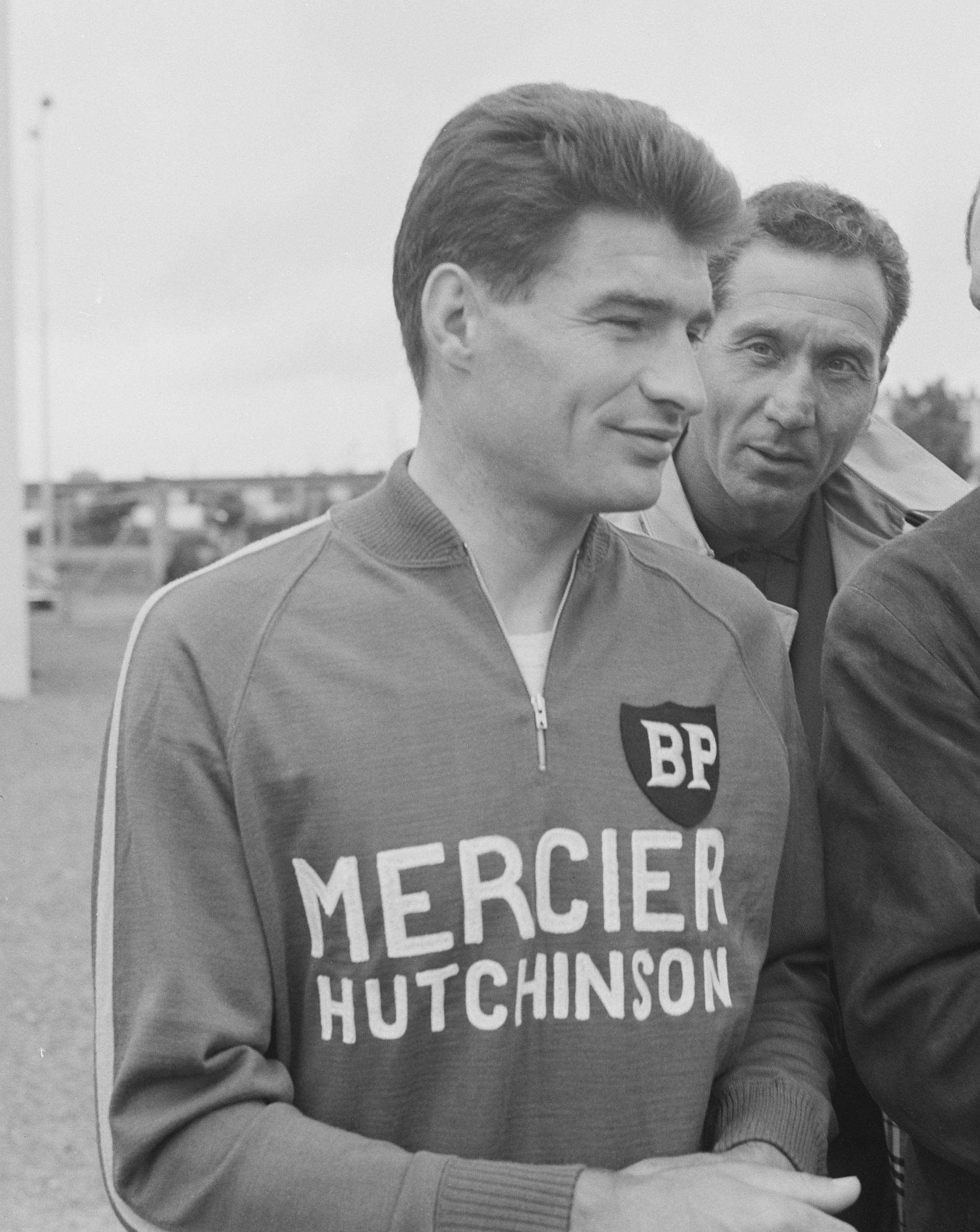
Raymond Poulidor lors du Tour de France 1966.

En 1960, Raymond Poulidor passe professionnel et devient le leader de l'équipe Mercier dirigée par Antonin Magne. Il est en contrat avec les Cycles Mercier durant toute sa carrière, sous différentes dénominations : « Mercier-BP » (1960-1967), « Fagor-Mercier » (1970-1971), « Gan-Mercier » (1972-1976) et « Miko-Mercier » (1977).
En 1961, Poulidor remporte Milan-San Remo et il est champion de France sur route à Rouen la même année. Il participe à son premier Tour de France en 1962. Il remporte la 19e étape entre Briançon et Aix-les-Bains tandis que le Belge Joseph Planckaert reste maillot jaune (repris le lendemain par Jacques Anquetil qui remportera son troisième Tour de France). Il termine troisième au classement général, troisième au classement du meilleur grimpeur et dixième au classement par points. La rivalité entre Anquetil et Poulidor est l'une des grandes oppositions du sport français, avec en point d'orgue un combat coude à coude sur les pentes du puy de Dôme dans le Tour 1964. Ce rapport de force entre les deux hommes est évoqué dans un sujet de l'émission Les Coulisses de l'exploit consacré à la carrière de Raymond Poulidor en 1969. Bien qu'ayant moins de victoires qu'Anquetil, Poulidor, grâce à sa popularité sera, à partir de 1964, davantage demandé dans les criteriums, où il pourra obtenir des rémunérations supérieures à celles de son rival. La rivalité avec Eddy Merckx intervient dans la seconde partie de la carrière de Poulidor, trentenaire puis quadragénaire, ou « quadragêneur » selon Antoine Blondin. « Poupou » emporte le Paris-Nice 1972 mais s'incline dans le Tour 1974 malgré une victoire au Pla d'Adet.

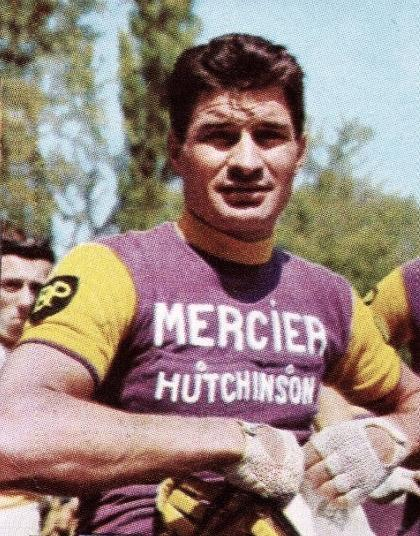
Raymond Poulidor en 1966.

Raymond Poulidor n'a jamais remporté le Tour de France en quatorze participations (dont douze terminés) ni même porté le maillot jaune ne serait-ce qu'une journée. Il échoue à quatorze secondes du maillot jaune Anquetil lors de l'étape au sommet du puy de Dôme en 1964, ou encore, lors du prologue de 1973 à Schéveningue, à huit dixièmes de seconde de Joop Zoetemelk. Ses inconditionnels affirment qu'il aurait dû gagner au moins trois Tours de France sans la malchance et sa maladresse :
- le Tour 1964 (qu'il perd pour cinquante-cinq secondes) sans l'oubli d'un tour de piste à Monaco qui ne lui permet pas de contester à Anquetil la victoire et la minute de bonification associée, ni même la demi-minute dévolue au deuxième de l'étape alors qu’il avait passé la ligne en deuxième position lors du passage précédent ; sans une chute et une crevaison dans l'étape Andorre-Toulouse ; sans une crevaison et la maladresse de son mécanicien lors du contre-la-montre Peyrehorade-Bayonne[27] ; et sans un mauvais choix de braquet dans le puy de Dôme, où il prend tout de même quarante-deux secondes à Anquetil ;
- le Tour 1965 sans le secours « étonnant » d'Anglade à Gimondi dans le Ventoux ;
- le Tour 1968 sans la moto qui le renverse le contraignant à abandonner à Aurillac alors que la victoire lui était promise.

En 1976, à quarante ans, Il participe à son dernier Tour de France et monte sur la troisième marche du podium.
Il détient cependant le record du nombre de podiums sur la grande boucle (huit) : trois fois classé deuxième (1964, 1965, 1974) et cinq fois troisième (1962, 1966, 1969, 1972, 1976). Par ailleurs, il remporte sept victoires d'étapes sans avoir endossé un jour le maillot jaune.
Sur Paris-Roubaix, il détient un record de participations : dix-huit consécutives, de 1960 à 1977. Malgré six Top 10, il ne fait jamais mieux que cinquième (en 1962). Vainqueur de 189 courses, dont Milan-San Remo en 1961, la Flèche wallonne en 1963, le Tour d'Espagne en 1964, le Grand Prix des Nations, il est lauréat du Super Prestige Pernod en 1964. Puncheur de très haute lignée, très bon rouleur, il a gagné sur tous les terrains.
Après Antonin Magne, son second directeur sportif fut Louis Caput. Raymond Poulidor n'a eu qu'un seul agent-manager : Roger Piel.
Au faîte de sa gloire, près de la moitié des Français le classent en tête de leurs idoles sportives et il reçoit pendant les tours de France plus de 1 000 lettres par jour. Au XXe siècle, il est l'une des personnalités les plus populaires en France. Son voisin et ami Antoine Blondin parle de « poupoularité », dans une chronique de 1967.

### Après-carrière

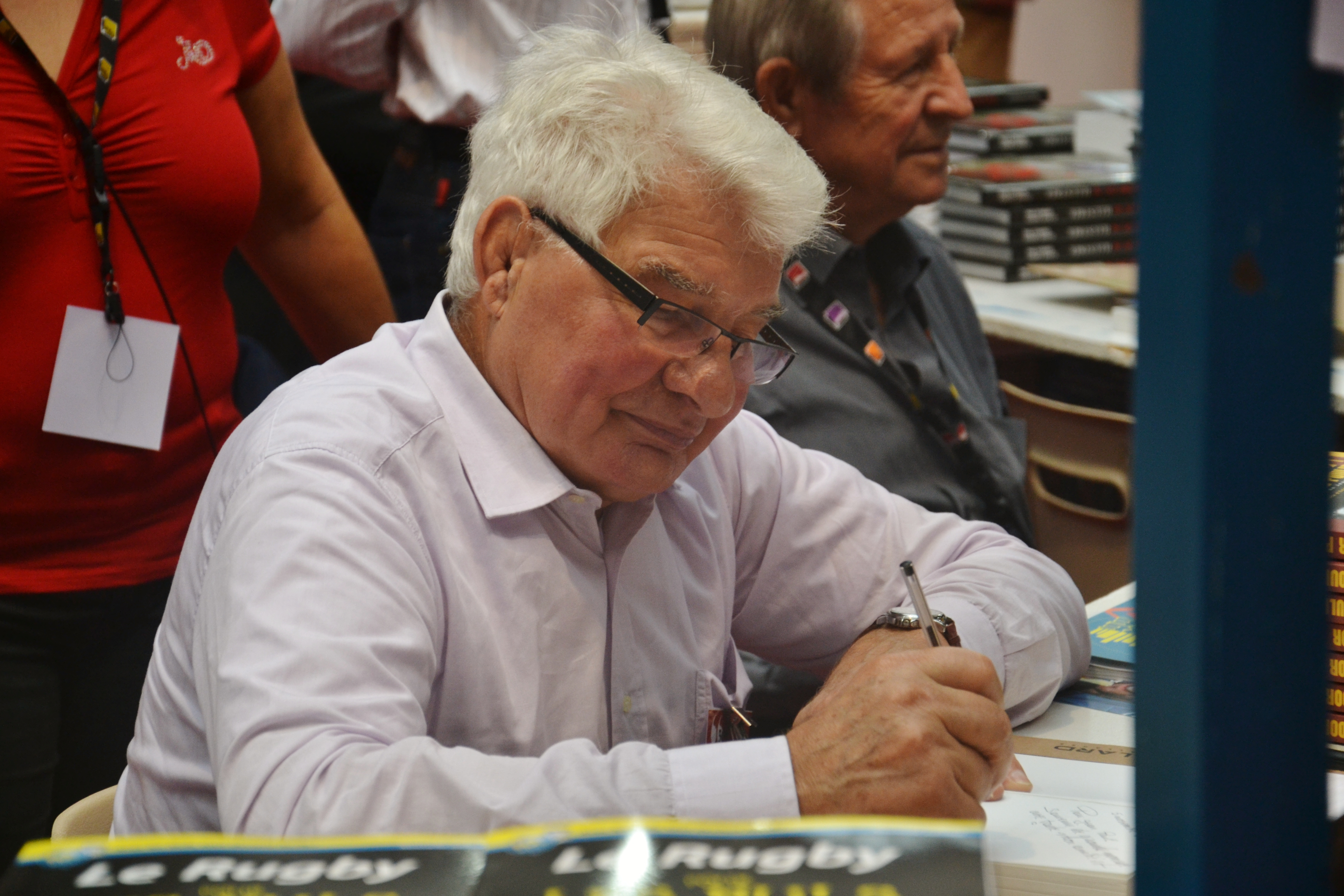
Raymond Poulidor lors de la 30e Foire du livre de Brive-la-Gaillarde, le 5 novembre 2011.

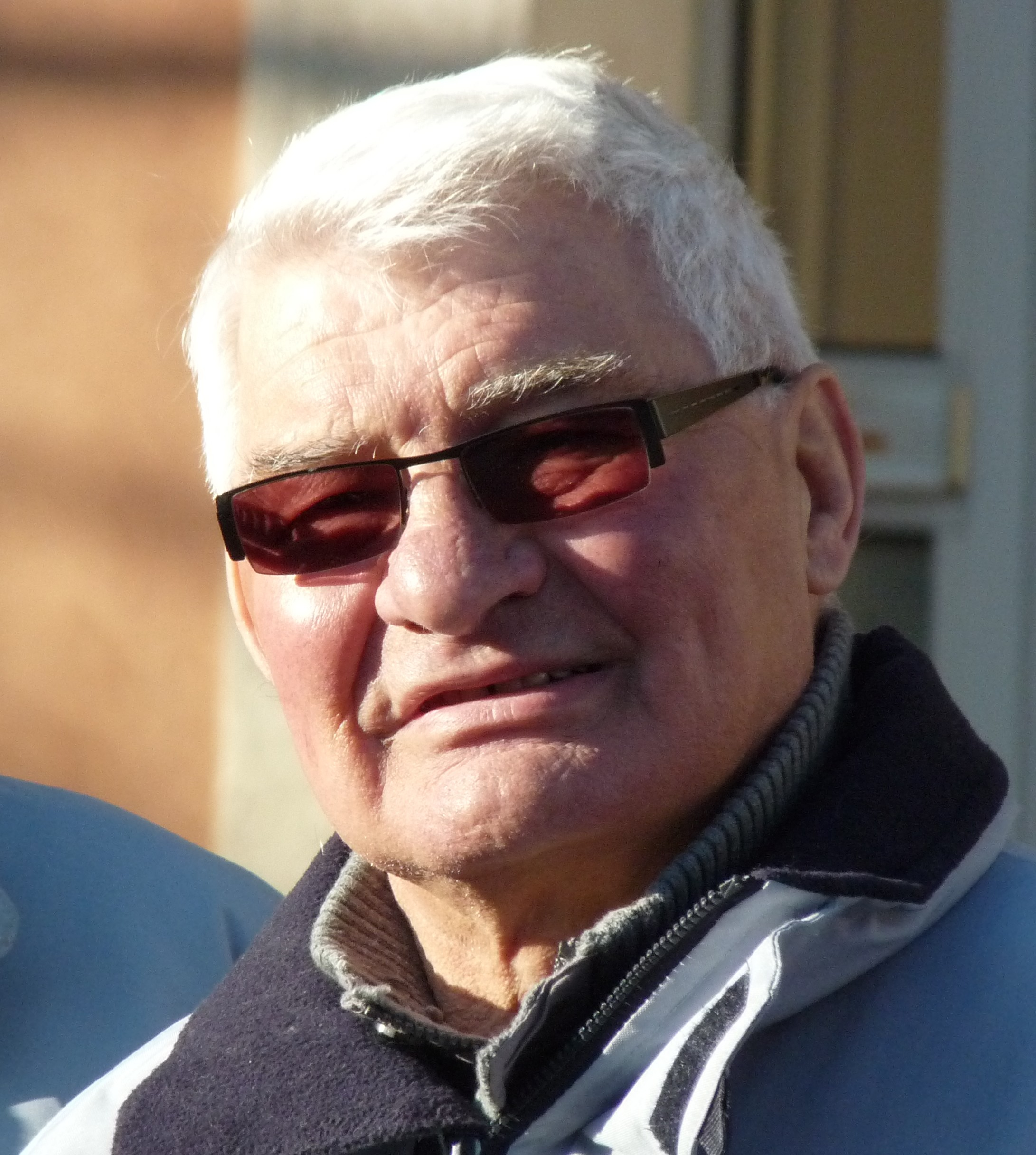
Raymond Poulidor lors de l'Étoile de Bessèges 2012.

Au-delà de sa carrière sportive, qui s'achève en 1977 après 18 saisons d'une fidélité sans pareille à Mercier, Raymond Poulidor demeure lié indéfectiblement au cyclisme le reste de son existence.
Raymond Poulidor se retire du peloton en décembre 1977.
En 1978, il devient conseiller technique pour Manufrance puis animateur des ventes pour France Loire, entreprise pour laquelle il fait la promotion pendant plus d'une décennie des vélos à son nom dans les enseignes de la grande distribution. La même année, il est commentateur du Tour de France pour TF1, puis pour Antenne 2 en 1988. Il est également consultant radio pour France-Inter et RTL.
Parallèlement, il tire profit de sa notoriété en étant agent de communication pendant le Tour de France pour différentes firmes : Bic, Pâtigel, Les Grands Moulins de Paris, Poulain, La Maison du Café puis, de 2001 à 2019, il intervient pour le compte de la banque Crédit lyonnais (partenaire officiel du maillot jaune).
Dans les années 2000-2010, il est directeur sportif du Tour du Limousin. En janvier 2003, il est promu au grade d'officier de la Légion d'honneur. En 2008, il accepte de devenir, après Henri Desgrange et Jacques Goddet, le troisième président d'honneur des Audax.
Ses mémoires, Poulidor par Poulidor, sont publiés en 2004 avec l’aide de Jean-Paul Brouchon et la préface d'Eddy Merckx. Il avait déjà publié La Gloire sans maillot jaune avec Georges Dirand et Pierre Joly en 1967, un ouvrage qui dépassa les 100 000 exemplaires. En 2015 il sort Champion en collaboration avec Bernard Verret, « le meilleur de mes livres », assurait-il.

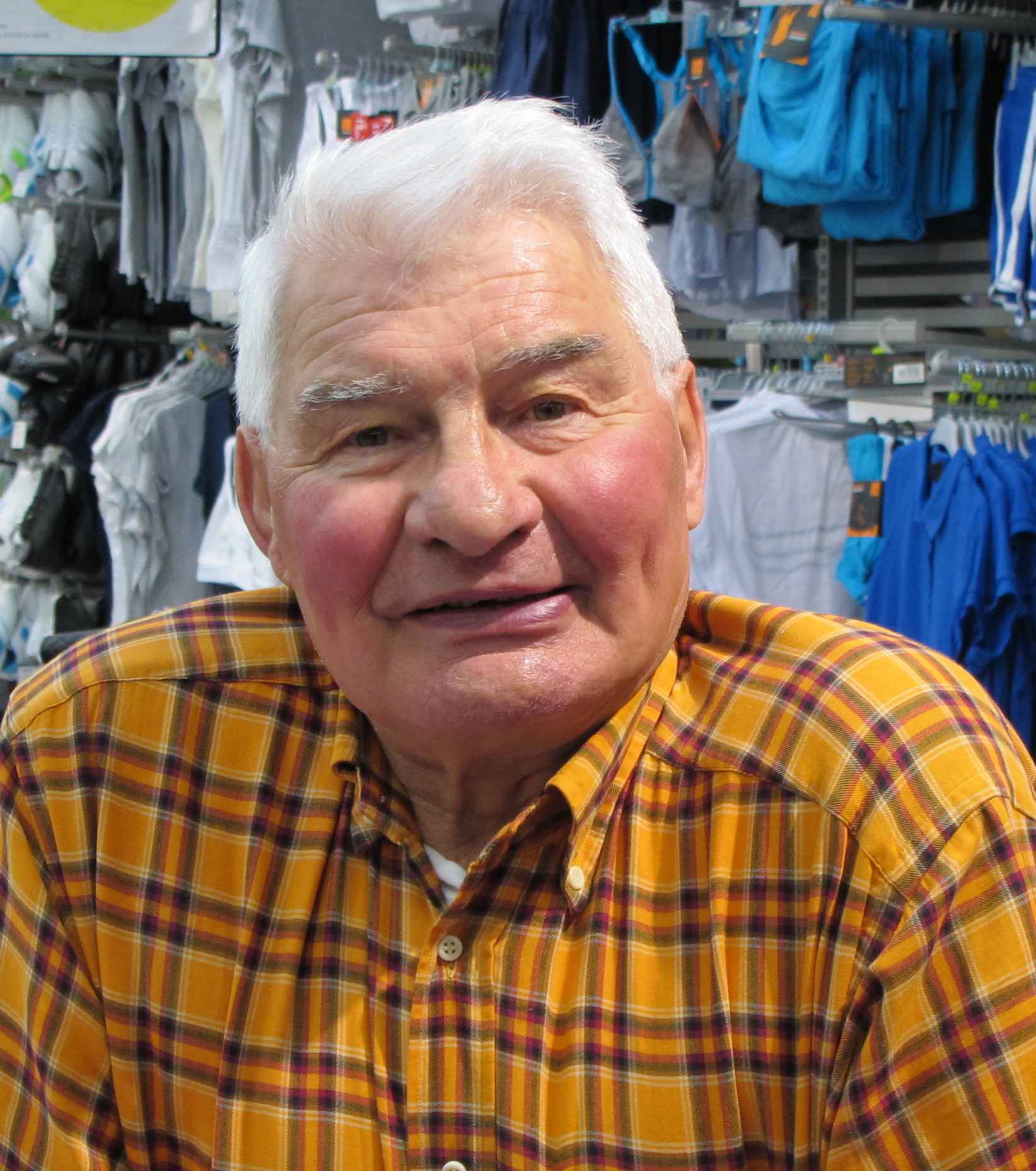
Raymond Poulidor lors du Tour de France 2012.

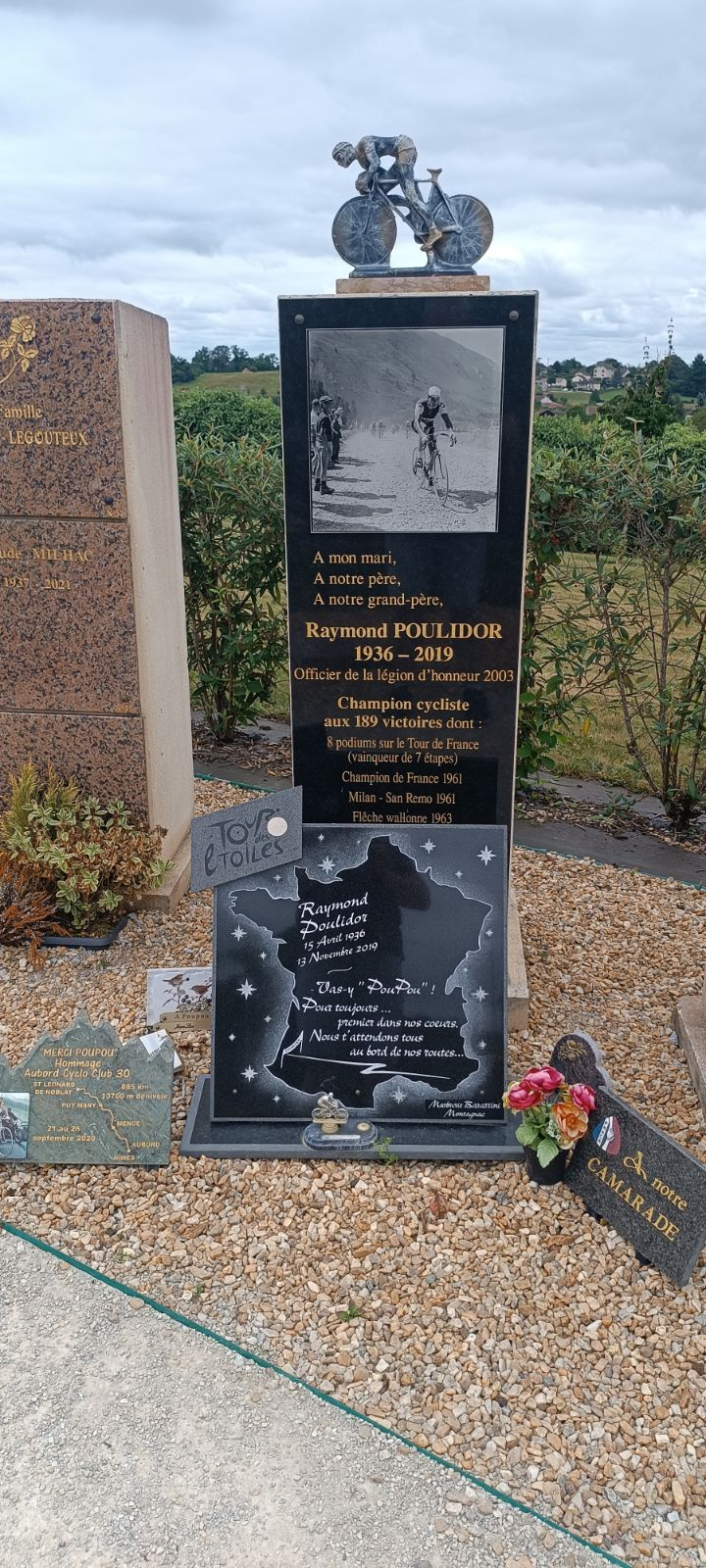
Tombe de Raymond Poulidor.

À la fin du mois de juillet 2019, au moment où le Tour de France est sur le point de s'achever, sa santé se détériore. En août, des examens révèlent l'usure avancée de son cœur. Il souffre d'un œdème pulmonaire et doit subir deux ponctions dans une clinique de Limoges. Après s'être égaré à Orléans, il est hospitalisé à partir du 27 septembre à Saint-Léonard-de-Noblat, où il meurt le 13 novembre 2019 des suites d'un état de fatigue générale. Informé de son décès, Eddy Merckx déclare : « Il était bien plus que l’éternel second ! ». Selon Lucien Aimar, Raymond Poulidor était « un homme simple ». C'était un trait d'union entre les générations, pour Romain Bardet et Christian Prudhomme. Julian Alaphilippe dira heureux d'avoir croisé son chemin Mark Cavendish parle de sa combativité sur le vélo qui inspire encore des générations de coureurs après lui Tony Estanguet "Une légende du sport, "l'éternel second" mais toujours premier dans le coeur des Français" puis le chef de l'état Emmanuel Macron "Raymond Poulidor n’est plus. Ses exploits, son panache, son courage resteront gravés dans les mémoires. "Poupou", à jamais maillot jaune dans le cœur des Français",,.
Près de 500 personnes assistent dans la collégiale Saint-Léonard aux obsèques de Raymond Poulidor, le 19 novembre 2019,. Plusieurs personnalités lui rendent un dernier hommage, dont trois vainqueurs du Tour de France, Bernard Hinault, Bernard Thévenet et Lucien Aimar, ses amis les cyclistes Luc Leblanc, André Dufraisse, et la ministre des Sports Roxana Maracineanu. Après la crémation, ses cendres reposent au cimetière communal de Saint-Léonard-de-Noblat.

## Style, personnalité et capacités physiques

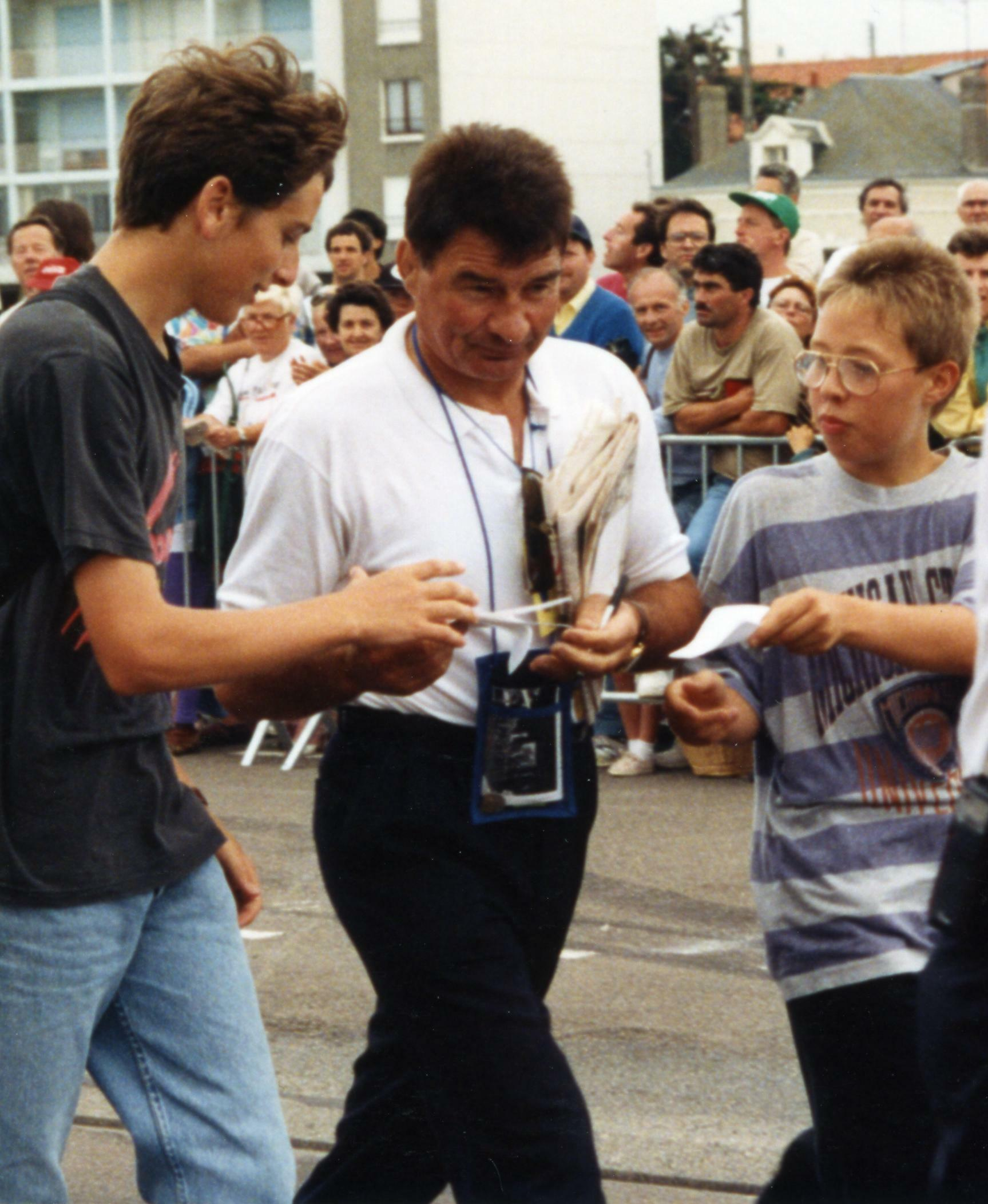
Raymond Poulidor en 1993.

Durant sa carrière, Raymond Poulidor bénéficie d'une solide constitution pour un cycliste (1,73 m/70 kg). Jamais malade, il a la particularité de rester efficace quelles que soient les conditions climatiques. Surnommé « La Pouliche » par ses équipiers, il utilise des braquets plus importants que ses adversaires grâce à sa puissance dans le bas du dos et à des quadriceps et ischio-jambiers très développés, comparativement à ses mollets. Il a notamment l'habitude  d'opter pour un plateau unique de 52 dents dans le contre-la-montre du col d'Èze, qui sert d'étape finale sur Paris-Nice. Nicolas Perthuis décrit les effets de ce style : « Tirer plus gros, oui, mais avec la conséquence, en montagne, de devoir se mettre en danseuse plus souvent que ses adversaires avec les contraintes musculaires que cela impose. Même dans l'aspiration du peloton, Poulidor restait en prise avec ses braquets alors que ses adversaires moulinaient. Sur trois semaines de course, sa récupération musculaire ne pouvait qu’en pâtir. Quant à sa puissance développée, elle était légèrement impactée par une vélocité peu élevée. ».
Malgré son style peu économique, Poulidor, proche du public, passe de longs moments à signer des autographes après chaque étape, au lieu d'en profiter pour récupérer. Il a également la réputation de ne pas être à l'aise dès qu'il faut frotter et il se fait régulièrement piéger dans la plaine, à une époque où les équipes n'hésitent pas à lancer la course de loin. Ainsi, il arrive le plus souvent au pied des premiers cols avec un débours de temps qu'il lui faut rattraper.

## Rivalité avec Jacques Anquetil

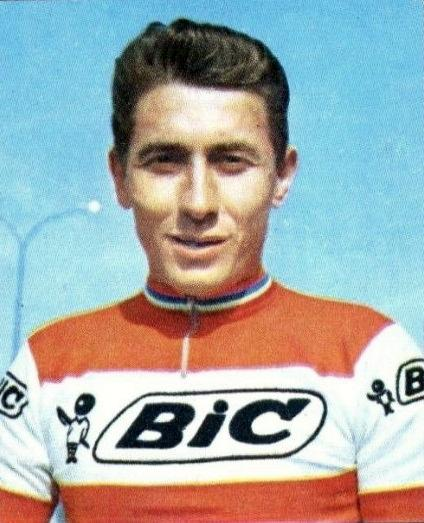
Jacques Anquetil en 1968.

Outre la rivalité avec Eddy Merckx sur la fin de sa carrière, c'est celle avec Jacques Anquetil qui est la plus marquante pour Poulidor, car elle « atteint une intensité émotionnelle rare » lors du Tour de France 1964, et parce qu'elle dépasse le cadre sportif.
Leur rivalité naît en 1961. Alors qu'Anquetil apparaît comme le seul grand coureur du cyclisme français en début d'année, Poulidor remporte Milan-San Remo, puis bat Anquetil lors de la course de côte du mont Faron. Le 18 juin, il endosse le maillot bleu-blanc-rouge de champion de France, sur le circuit de Rouen-les-Essarts, chez Jacques Anquetil et devant 60 000 spectateurs qui le découvrent. Il faut toutefois attendre 1962 pour que les deux hommes soient opposés sur les routes du Tour de France, puisqu'en 1961 Poulidor refuse de disputer la course en tant qu'équipier d'Anquetil. En huit participations à cette course, Jacques Anquetil est quatre fois en présence de son rival, mais ce n'est qu'en 1964 qu'ils se livrent réellement à un duel pour la victoire. Ils arrivent cette année-là au départ de la « grande boucle » en ayant gagné chacun un grand tour : le Giro pour Anquetil et la Vuelta pour Poulidor. La victoire au Tour de France permettrait à l'un comme à l'autre de réaliser un doublé rare ; pour Poulidor, ce serait un premier succès dans cette course, et pour Anquetil un cinquième, record absolu. Le Tour de France apparaît comme l'épreuve pouvant déterminer le meilleur coureur du monde. L'intensité du duel doit aussi au déroulement de la course, indécise. Les deux coureurs sont longtemps au coude-à-coude, quand vient l'étape du puy de Dôme, dernière occasion pour Poulidor de dépasser Anquetil au classement général.
La rivalité entre Anquetil et Poulidor a passionné et divisé les Français, jusqu'à en faire un « point d'orgue des années soixante ». Cette intensité doit à l'opposition de style entre les deux coureurs : Jacques Anquetil est considéré comme un « rouleur et un froid stratège [...] aux allures presque aristocratiques, Poulidor  un grimpeur et un homme simple et chaleureux ». Pour le journaliste sportif Arsène Maulavé, « Poulidor rassurait avec sa simplicité allant jusqu'à l'humilité, sa droiture, son humeur égale et sa conscience professionnelle, qui le rapprochait de tous les travailleurs. [...] Anquetil semblait inaccessible, trop lointain, trop froid, trop invincible aussi ». Antoine Blondin illustre ainsi cette opposition : « je dirais qu'Anquetil est un champion gothique, dont la rigueur s'élançait ; Poulidor un champion roman, dont le dépouillement se ramasse et se retient, sur le plan humain s'entend. »
Deux camps, les « anquetilistes » et les « poulidoristes », les derniers étant plus nombreux, s'identifient à leur coureur favori en fonction de ses caractéristiques. Selon l'historien Michel Winock, cette division reflète les transformations sociales de la France de l'époque :

« Derrière ces deux stéréotypes, le public sent confusément que deux univers s'opposent, comme la modernité et l'archaïsme. L'un et l'autre coureur sont issus d'un milieu rural, mais ils n'évoluent pas dans la même civilisation agraire. Anquetil est représentatif d'une agriculture moderne. […] Poulidor est la figure du  « paysan résigné », qui ne se fait pas d'illusion […]. Anquetil est le symbole d'une économie de marché, spéculative, entreprenante. Il boit du whisky, se déplace en avion. Dans le Tour comme dans la vie, c'est un patron.
Ce goût des Français en faveur de « Poupou », c'est un attendrissement nostalgique pour la société rurale dont ils émergent en ces années de mutation rapide. L'univers anquetiliste représente un avenir froid qu'ils redoutent. Du reste, la grande spécialité du Normand est la course contre la montre : la tyrannie des aiguilles est celle du monde industriel ; le Limousin, lui, est bien dans la montagne, c'est l'homme de la nature : il adapte ses journées aux mouvements saisonniers du soleil. Il éclate de santé. Les admirateurs de Poulidor savent bien qu'Anquetil est le plus fort, mais le fond de sa supériorité les glace ; ils y sentent l'artifice, la planification, la prépondérance technologique… »

À partir de 1974, Jacques Anquetil et Raymond Poulidor se réconcilient, au point de devenir de très bons amis. Quand Raymond Poulidor prend sa retraite en 1977, les deux champions travaillent quelques mois pour la même firme, les cycles France-Loire, qui fabriquent des vélos à leur nom. Ils sillonnent le pays ensemble pour assurer la promotion des produits. Sur le Tour de France, qu'ils continuent de suivre chaque année, ils participent régulièrement, le soir, à des parties de poker auxquelles participent le journaliste Pierre Chany et parfois même Eddy Merckx. Peu avant sa mort, Jacques Anquetil confie à Raymond Poulidor : « C'est bête, la vie. Nous avons perdu quinze ans d'amitié. » Conscient que le mal qui le ronge progresse inexorablement, Jacques Anquetil déclare à son ami, dans un trait d'esprit : « Il te faudra encore te contenter de la deuxième place. Je vais partir le premier. » Raymond Poulidor évoque ainsi sa mémoire : « Les deux hommes que j'admire le plus : le général de Gaulle et Jacques Anquetil. Si je n'avais pas été coureur, j'aurais été anquetiliste. »

## Question du dopage
Raymond Poulidor n'a jamais été suspecté de dopage en dix-sept ans de carrière, lui qui avait subi un contrôle à Bordeaux dès le Tour 1962. Toutefois, dans le journal L'Équipe du 17 janvier 1997, il indiquait : « Bien sûr, nous aussi, on prenait bien quelques vitamines, quelques excitants, mais rien d'aussi risqué pour la santé ».
Dans Cash Investigation du 27 juin 2016, alors que la journaliste lui demande s'il a consommé des substances dopantes, Poulidor répond « non », mais lorsqu'elle lui demande s'il a consommé des amphétamines, il répond : « Oui, non ». L'interview prend fin, Poulidor, croyant que la caméra ne filme plus, finit par revenir plus en détail sur sa troublante réponse et reconnaît avoir pris ces substances dopantes : « C'était des amphétamines. On prenait deux fois rien. On avait bien dit que les étudiants prenaient un ou deux Maxiton, c'était ça. Mais ça n'avait rien à voir avec maintenant. C'était pour tenir, c'était pour le moral. »

## Palmarès

### Palmarès année par année
Les places où Poulidor n’est pas vainqueur dans une grande épreuve (de la 2e à la 10e place) figurent en italique.
- 1954-1959 (amateur)
  - 24 victoires
- 1959
  - Champion du Limousin indépendants
  - Petit Circuit Boussaquin
  - 3e du Grand Prix d'Oradour-sur-Vayres
- 1960
  - Bordeaux-Saintes
  - 2e étape du Tour du Sud-Est
  - 2e de Nice-Mont Agel
  - 2e du Circuit des cols pyrénéens
  - 2e des Boucles de la Seine
  - 3e du Grand Prix de Fourmies
  - 3e du Prestige Pernod
  - 5e du championnat du monde sur route
  - 7e de Paris-Tours
  - 10e du Critérium du Dauphiné libéré
- 1961
  -  Champion de France sur route
  - Challenge Sedis
  - Milan-San Remo
  - Course de côte du mont Faron (contre-la-montre)
  - 2e de Monaco-Mont Agel
  - 2e de Nice-Mont Agel
  - 2e des Quatre Jours de Dunkerque
  - 2e du Super Prestige Pernod
  - 3e du Grand Prix de Cannes
  - 3e de Gênes-Nice
  - 3e des Boucles Roquevairoises
  - 3e du Grand Prix du Midi libre
  -  Médaillé de bronze du championnat du monde sur route
  - 7e de Bordeaux-Paris
  - 9e de Paris-Nice
  - 9e de Paris-Bruxelles
- 1962
  - 19e étape du Tour de France
  - 2e de Monaco-Mont Agel
  - 2e de la course de côte du mont Faron (contre-la-montre)
  - 2e du Bol d'or des Monédières
  - 2e du Prestige Pernod
  - 3e du Grand Prix de Nice
  - 3e de Paris-Saint-Étienne
  - 3e du Critérium du Dauphiné libéré
  - 3e du Tour de France
  - 5e de Paris-Roubaix
  - 7e de Paris-Nice
  - 7e du Super Prestige Pernod
- 1963
  - Challenge Sedis
  - Week-end ardennais
  - 1re étape du Critérium national
  - Flèche wallonne
  - 2e étape de Paris-Luxembourg
  - Grand Prix de Brasschaat (contre-la-montre par équipes)
  - Grand Prix des Nations
  - Grand Prix de Lugano
  - 2e du Grand Prix de Cannes
  - 2e de Gênes-Nice
  - 2e du Critérium national
  - 2e du Tour du Sud-Est
  - 2e du Trophée Baracchi (avec Jacques Anquetil)
  - 2e du Prestige Pernod
  - 3e de Paris-Luxembourg
  - 3e de Paris-Tours
  - 3e du Super Prestige Pernod
  - 5e de Liège-Bastogne-Liège
  - 5e du championnat du monde sur route
  - 6e de Paris-Roubaix
  - 8e du Tour de France
  - 9e du Tour des Flandres
- 1964
  - Super Prestige Pernod
  - Prestige Pernod
  - Challenge Sedis
  - Grand Prix de Cannes
  - 7e étape de Paris-Nice
  - Critérium national
    - Classement général
    - 2e étape (contre-la-montre)

  - 2e étape du Circuit du Provençal
  - Tour d'Espagne :
    -  Classement général
    - 15e étape (contre-la-montre)

  - 2e et 4e (contre-la-montre) étapes du Critérium du Dauphiné libéré
  - 15e étape du Tour de France
  - 2e du Grand Prix d'Antibes
  - 2e de Milan-San Remo
  - 2e du Tour de Haute-Loire
  - 2e du Critérium du Dauphiné libéré
  - 2e du Tour de France
  -  Médaillé de bronze du championnat du monde sur route
  - 4e de Paris-Luxembourg
  - 7e de Paris-Nice
- 1965
  - 2e étape du Critérium national
  - 3e étape du Circuit du Provençal
  - 4e  et 16e étapes du Tour d'Espagne (contre-la-montre)
  - 5e (contre-la-montre) et 14e étapes du Tour de France
  - Escalade de Montjuïc :
    - Classement général
    - Course en ligne et contre-la-montre

  - 2e du Critérium national
  - 2e du Tour d'Espagne
  - 2e du Critérium du Dauphiné libéré
  - 2e du championnat de France sur route
  - 2e du Tour de France
  - 2e du Prestige Pernod
  - 3e du Grand Prix des Nations
  - 4e de Paris-Nice
  - 4e du Super Prestige Pernod
  - 6e du Circuit du Provençal
  - 6e du Tour de Lombardie
- 1966
  - Prestige Pernod
  - Challenge Sedis
  - 6e étape de Paris-Nice (contre-la-montre)
  - Critérium national :
    - Classement général
    - 2e étape (contre-la-montre)

  - Course de côte du mont Faron (contre-la-montre)
  - Subida a Arrate :
    - Classement général
    - 2e étape

  - Critérium du Dauphiné libéré :
    - Classement général
    - 7e étape  (contre-la-montre)

  - 14e étape du Tour de France (contre-la-montre)
  - 2e de Paris-Nice
  - 2e du Bol d'or des Monédières
  - 2e du Trophée Baracchi (avec Georges Chappe)
  - 3e du Grand Prix d'Aix-en-Provence
  - 3e du Grand Prix de Monaco
  - 3e du Tour de France
  -  Médaillé de bronze du championnat du monde sur route
  - 3e du Critérium des As
  - 3e du Tour de Lombardie
  - 3e du Super Prestige Pernod
  - 5e du Grand Prix des Nations
  - 7e de Milan-San Remo
  - 9e de Paris-Tours
- 1967
  - 15e étape du Tour d'Espagne (contre-la-montre)
  - 22e étape du Tour de France (contre-la-montre)
  - Bol d'or des Monédières
  - Escalade de Montjuïc :
    - Classement général
    - Contre-la-montre

  - À travers Lausanne
  - 2e du Critérium national
  - 3e de la Polymultipliée
  - 3e du Grand Prix du Midi libre
  - 3e du Tour de Lombardie
  - 7e de Paris-Roubaix
  - 9e du Tour d'Espagne
  - 9e du Tour de France
- 1968
  - Subida a Arrate :
    - Classement général
    - 2e étape

  - Critérium national
  - 3e étape du Tour de Belgique
  - 3e étape des Quatre Jours de Dunkerque (contre-la-montre)
  - Escalade de Montjuïc :
    - Classement général
    - Course en ligne et contre-la-montre

  - 2e du Critérium des As
  - 2e du Prestige Pernod
  - 3e de Liège-Bastogne-Liège
  - 3e des Quatre Jours de Dunkerque
  - 3e d'À travers Lausanne
  - 5e de Milan-San Remo
  - 6e de Paris-Roubaix
  - 7e du championnat du monde sur route
  - 8e du Tour de Suisse
  - 9e de Paris-Luxembourg
- 1969
  - Prestige Pernod
  - Challenge Sedis
  - Nice-Seillans
  - 1re étape de Paris-Nice (contre-la-montre)
  - 4e étape du Tour du Pays basque (contre-la-montre)
  - Critérium du Dauphiné libéré :
    - Classement général
    - 1re et 5ea étapes (contre-la-montre)

  - 2e du Grand Prix d'Aix-en-Provence
  - 2e de Paris-Nice
  - 2e du Grand Prix des Nations
  - 3e du Grand Prix de Menton
  - 3e du Grand Prix de Saint-Tropez
  - 3e du Tour de France
  - 4e du Grand Prix du Midi libre
  - 4e du Super Prestige Pernod
  - 5e du Tour de Lombardie
  - 7e des Quatre Jours de Dunkerque
- 1970
  - 2e du Grand Prix de Saint-Tropez
  - 2e de la Semaine catalane
  - 2e du Grand Prix du Petit Varois
  - 2e d'À travers Lausanne
  - 3e de Barcelone-Andorre
  - 4e de Paris-Nice
  - 7e du Tour de France
  - 8e de Liège-Bastogne-Liège
  - 8e du Grand Prix des Nations
  - 10e de la Flèche wallonne
- 1971
  - Classement général de la Semaine catalane
  - Critérium national
  - Étoile des Espoirs :
    - Classement général
    - 5e étape (contre-la-montre)

  - 2e du Tour du Pays basque
  - 4e du Critérium du Dauphiné libéré
  - 6e du Grand Prix des Nations
- 1972
  - Challenge Sedis
  - Paris-Nice :
    - Classement général
    - 7e étape (contre-la-montre)

  - Critérium national
  - 1re étape de la Semaine catalane (contre-la-montre)
  - Critérium des As
  - Course de côte du mont Chauve :
    - Classement général
    - 2e étape

  - 2e de la Semaine catalane
  - 2e de la Flèche wallonne
  - 2e de Barcelone-Andorre
  - 2e du GP Diessenhofen
  - 2e du Super Prestige Pernod
  - 3e du Tour de France
  - 4e du Grand Prix du Midi libre
  - 4e du Grand Prix des Nations
  - 7e du Critérium du Dauphiné libéré
  - 10e de Paris-Roubaix
- 1973
  - Challenge Sedis
  - Classement général de Paris-Nice
  - Classement général du Grand Prix du Midi libre
  - 2e de la Route nivernaise
  - 3e d'À travers Lausanne
  - 4e de Liège-Bastogne-Liège
  - 4e des Quatre Jours de Dunkerque
  - 7e du Critérium du Dauphiné libéré
  - 9e du Grand Prix des Nations
  - 9e du Super Prestige Pernod
  - 10e de Paris-Roubaix
- 1974
  - 6eb étape du Critérium du Dauphiné libéré (contre-la-montre)
  - 16e étape du Tour de France
  - 2e du Critérium du Dauphiné libéré
  - 2e du Tour de France
  -  Médaillé d'argent du championnat du monde sur route
  - 2e du Prestige Pernod
  - 5e de Paris-Nice
  - 5e du Tour de Romandie
- 1975
  - 3e étape du Tour du Limousin
  - 2e du Tour du Limousin
  - 3e de Paris-Bourges
  - 4e du Critérium du Dauphiné libéré
  - 7e du Grand Prix du Midi libre
- 1976
  - 2e de Tours-Versailles
  - 2e du Prestige Pernod
  - 3e du Tour de France
  - 4e du Grand Prix du Midi libre
  - 5e du Tour de Lombardie
  - 7e du Grand Prix des Nations
  - 7e du Super Prestige Pernod
  - 8e de Liège-Bastogne-Liège
- 1977
  - 6e de Paris-Nice

### Résultats sur les grands tours

#### Tour de France
Raymond Poulidor fait partie des coureurs ayant remporté au moins deux étapes du Tour de France sur plus de dix années.

##### Quatorze participations
- 1962 : 3e, vainqueur de la 19e étape (Aix-les-Bains).
- 1963 : 8e.
- 1964 : 2e, vainqueur de la 15e étape (Luchon).
- 1965 : 2e, vainqueur des 5eb et 14e étapes (Châteaulin contre-la-montre, mont Ventoux).
- 1966 : 3e, vainqueur de la 14eb étape (Vals-les-Bains contre-la-montre).
- 1967 : 9e, vainqueur de la 22eb étape (Paris contre-la-montre),  vainqueur du classement par équipes.
- 1968 : abandon (à la 16e étape).
- 1969 : 3e.
- 1970 : 7e.
- 1972 : 3e,  vainqueur du classement par équipes.
- 1973 : abandon (à la 13e étape).
- 1974 : 2e, vainqueur de la 16e étape (Pla-d'Adet).
- 1975 : 19e,  vainqueur du classement par équipes.
- 1976 : 3e.

#### Tour d'Espagne

##### Quatre participations
- 1964 :  vainqueur du classement général, vainqueur de la 15e étape (contre-la-montre),  maillot jaune pendant trois jours.
- 1965 : 2e, vainqueur des 4e et 16e étapes (deux contre-la-montre),  maillot jaune pendant quatre jours,  vainqueur du classement par équipes.
- 1967 : 9e, vainqueur de la 15e étape (contre-la-montre).
- 1971 : 9e.

## Interprétations
- À propos du Tour de France 1971, auquel il n'a pas participé : « Je le précédais afin de reconnaître le parcours et de donner mes impressions car je travaillais pour une radio. Mais jamais je ne me suis senti si étranger à mon milieu qui est celui du vélo et de la compétition. »[72]
- « …, le vrai Poulidor était né, le gars malchanceux qui a toujours des ennuis. Et que voulez-vous que j'y fasse ? À ce niveau, la popularité, c'est inexplicable. On ne peut pas empêcher les gens d'avoir de la sympathie pour vous. »[73]
- En 2016, alors qu'il fête ses quatre-vingts ans et qu'il participe, désormais en tant que membre de la caravane du Tour depuis sa retraite sportive, à son 54e Tour de France, il déclare : « Le jour où je ne ferai plus le Tour, ce sera la fin. »[74]

## Distinctions
- Officier de la Légion d'honneur (1er janvier 2003, chevalier le 25 janvier 1973)[75].
- En 2002, Raymond Poulidor fait partie des coureurs retenus dans le Hall of Fame de l'Union cycliste internationale[76].
- Lauréat du prix Henri Deutsch de la Meurthe de l'Académie des sports en 1974, récompensant un fait sportif pouvant entraîner un progrès matériel, scientifique ou moral pour l’humanité[77].
- Il est sacré Champion des champions français par le quotidien sportif L'Équipe en 1974 (Deuxième du Tour de France 1974 et vice-Champion du monde sur route, lors du Championnats du monde de cyclisme sur route 1974).

## Hommages

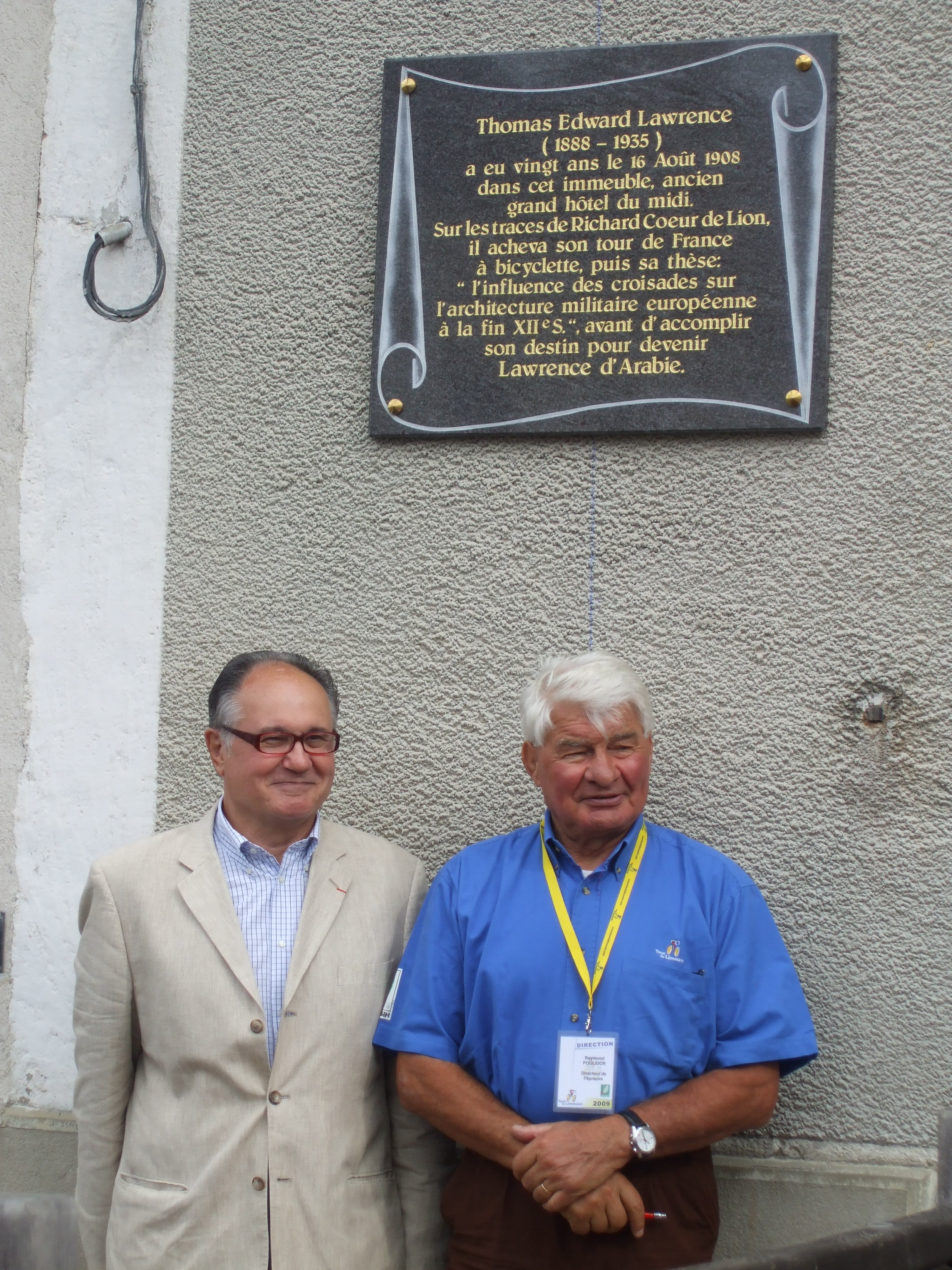
Raymond Poulidor et Guy Penaud à Châlus en 2009, lors de l’inauguration d'une plaque commémorant le passage de Lawrence d'Arabie.

### Musique
- En 1972, André Verchuren sort un 45 tours dans lequel il interprète la chanson Vive Poulidor qu'il a écrite et composée avec Jo Moutet et Jean-Pierre Doering.
- En 1975, un disque 45 tours sorti chez Unidis contient la chanson Chantons vive Poulidor interprétée par la Chorale  des écoliers de Bondy et Bruno[78].
- En 2009 s'est formé à Amiens un groupe de punk rock nommé « Les Poulidoors »[79] dont les compositions traitent toutes de vélo et du Tour de France. Une chanson hommage à Raymond, Pou Pou Pou, dans laquelle est expliqué « pourquoi il finit toujours second » est parue en 2010 sur la compilation Gimme Somme Punk.
- En 2013, son nom (ainsi que ceux d'Anquetil, Hinault, Fignon, etc.) est cité dans la chanson Les Héros de juillet de Didier Barbelivien[80].
- En 2015, son nom est évoqué dans Titi Parisien de Seth Gueko sur son album Professeur Punchline
- En 2018, Ordoeuvre interprète La rengaine de Poulidor sur son album Entre Autres[81].
- En 2019, la chanteuse belge Coline Malice interprète Poulidor sur son album Esquisse d'un monde amélioré[82].

### Odonymes
- Le 1er novembre 1978, il inaugure un complexe sportif à son nom à Sainte-Geneviève-des-Bois dans l'Essonne[83].
- À Saint-Léonard-de-Noblat, une avenue porte son nom depuis le 12 juillet 2004[84]. À proximité, une statue en bois de Raymond Poulidor a été érigée devant la Poste en 2011, pour le 50e anniversaire de sa victoire sur Milan-San Remo.
- Une rue porte son nom dans plusieurs communes de Haute-Vienne : Sauviat-sur-Vige, Vayres, Oradour-sur-Vayres, et à Perpezac-le-Noir en Corrèze[84].
- À Peyrat-le-Château en Haute-Vienne, la route qui fait le tour du lac de Vassivière, souvent utilisée pour des courses, porte le nom de « Circuit Raymond Poulidor »[85].
- À Mende, un rond-point porte son nom depuis 2014[86].
- Le 3 juillet 2019, il inaugure un vélodrome à son nom à Bonnac-la-Côte, près de Limoges[87].
- Le polygone de Vincennes se nomme « anneau cyclable Raymond-Poulidor ».

### Divers
- En Audax, son effigie figure sur la médaille n° 75 000 de 1979.
- Son patronyme est devenu une expression de la langue française, une antonomase : « être un Poulidor » signifie « terminer deuxième malgré son panache »[88]. L'anthropologue Marc Abélès parle du phénomène Poulidor dans le deuxième chapitre intitulé « Comment gagner en perdant : l'effet Poulidor » de son livre L’Échec en politique : « Le statut de perdant peut même contribuer à la réussite par un phénomène d’identification au perdant dans un pays où « on n’aimera jamais trop les premiers de la classe » (p. 44), où on « aime les perdants, et d’autant plus qu’ils se dressent face à ceux qui vont dès lors symboliser la réussite dans ses aspects les plus antipathiques » (p. 45)[89] ».
- En 2005[90] est créé son fan club, l'association ARPAD (les Amis de R. Poulidor & A. Dufraisse) présidée par Claude Louis, ancien conseiller technique régional du Limousin et qui entretient la légende de ces deux champions[91].
- En hommage à Raymond Poulidor, la 5e étape du Tour de France 2016, Limoges-Le Lioran passe par Saint-Léonard-de-Noblat, sa ville d'adoption[92].
- Le départ de la 9e étape du Tour de France 2023 est donné à Saint-Léonard-de-Noblat avec son petit-fils Mathieu van der Poel présent dans le peloton. Cette étape se termine sur les pentes du Puy de Dôme qui virent Poulidor lâcher Jacques Anquetil en 1964 dans un mano a mano resté dans les mémoires.
- Lors de sa 50e édition (du 5 au 9 février 2020), l'Étoile de Bessèges honore la mémoire de Raymond Poulidor[93].
- Vélo Magazine. Hommage « C'était Poupou ». Il ne porta jamais le maillot jaune, et admirait Anquetil[94]...
- Raymond Poulidor a parcouru pas moins de 740 000 kilomètres en 15 ans avec sa Mercedes 280SE, qu'il avait achetée en 1980. Ceci sans remplacer les pièces vitales. Après que le constructeur allemand en a été informé, il s'est vu proposer une nouvelle Mercedes-Benz 320 E avec boîte de vitesses automatique et de nombreuses autres options. Raymond Poulidor a apprécié les équipements modernes du nouveau modèle, mais a regretté qu'à la différence du précédent, « on ne puisse pas loger trois cadres de vélos et leurs roues dans le coffre », tout en admettant qu’un seul vélo lui suffisait alors. L'ancienne voiture du coureur limousin est exposée au siège français de Mercedes-Benz à Paris[95],[96].
- l'artiste Jean-Joseph Sanfourche (1929-2010), consacre à Raymond Poulidor une reconnaissance et un hommage sur lithographie[97]
- Raymond Poulidor n'a jamais participé au Tour d'Italie.

#### Ouvrages de Raymond Poulidor
- Raymond Poulidor, La gloire sans maillot jaune, Calmann-Lévy, 1968. (ASIN B0000DMUVQ)
- Raymond Poulidor, avec la collaboration de Georges Dirand et de Pierre Joly, Mon âge d'or, Calmann-Lévy, 254 p., 1972.
- Raymond Poulidor, Poulidor intime, éditions Jacob-Duvernet, 2007.
- Raymond Poulidor, Mes 50 Tours de France, éditions Jacob-Duvernet, 2012, 200 p.  (ISBN 978-2847244304)
- Raymond Poulidor, Jean-Paul Brouchon et Eddy Merckx (préface), Poulidor par Raymond Poulidor, Paris, éditions Jacob-Duvernet, 2006, 207 p. (ISBN 2-84724-069-1).
- Raymond Poulidor, Jean-Paul Brouchon et Eddy Merckx (préface), Poulidor par Raymond Poulidor, Paris, Mareuil Éditions, 2014, 210 p. (ISBN 978-2-37254-002-5).
- Raymond Poulidor, Poulidor intime, Paris, Mareuil Éditions, coll. « Sport LG », 2014, 190 p. (ISBN 978-2-37254-005-6)
- Raymond Poulidor et Bernard Verret, Champion !, Paris, Cherche Midi, coll. « Documents », 2015, 368 p. (ISBN 978-2-7491-4345-3)
- Raymond Poulidor et Jean-Paul Brouchon, Le Poulidor, Paris, Mareuil éditions, coll. « Sport Beaux Liv. », 2015, 142 p. (ISBN 978-2-37254-023-0)
- Raymond Poulidor et Patrick Jeudy, Poulidor 1er, Compagnie des Phares & Balises, coll. « DVD Français (Dolby Digital 2.0) », 2015 (ASIN B00W8H0VUC)

#### Ouvrages consacrés à Raymond Poulidor
- Antonin Magne Poulidor et moi, avec la collaboration de François Terbeen, éd. Del Duca, Paris, 1968, 264 p. (ASIN B0014TZOES)
- Louis Baudouin, Nos champions, Hachette Jeunesse, La bibliothèque verte, no 385, 1969.
- Roger Piel, avec la collaboration de François Terbeen, Merci, Poulidor, préface de Raymond Poulidor, Calmann-Lévy, 1976.
- Jérôme Camilly, Poulidor, le sport à 40 ans, éd. Alta Sports, 32 photos, 1977, 119 p. (ASIN B0014MBN9A)
- Jacques Augendre, Anquetil-Poulidor : Un divorce français, Paris, Bernard Pascuito, coll. « Documents », 2008, 124 p. (ISBN 978-2-35085-052-8)
- Jacques Augendre, Petites histoires secrètes du Tour..., Paris, Solar, 2014, 420 p. (ISBN 978-2-263-06987-1), p. 40-45.
- Jean-Paul Brouchon et Raymond Poulidor (Avec la contribution de), RAYMOND POULIDOR le coffret DVD offert, Mareuil Editions, coll. « Sport LG », 2016, 140 p. (ISBN 978-2-37254-045-2)
- Jeff Legrand et Christophe Girard, RAYMOND, Paris, Mareuil Editions, coll. « Sport LG », 2018, 140 p. (ISBN 978-2-37254-083-4)
- Jean-Claude Lamy, Mon Poulidor, Paris, Albin Michel, coll. « Biog.Mem. », 2019, 208 p. (ISBN 978-2-226-40246-2)
- Daniel Pautrat, Le Roman de Poulidor, Mareuil éditions, 2020, 251 p. (ISBN 978-2-37254-159-6)
- Bernard Verret, Poulidor. Sa vraie vie, 2020, 347 p.
- Daniel Pautrat, Raymond Poulidor, Un héros au cœur des français, Editions Memoring, 2023, 249 p.  (ISBN 979-10-93661-40-7)